# Disney Digital 3-D
Disney Digital 3-D är ett varumärke från Walt Disney Company för att beskriva digitalt animerade 3D-filmer som endast visas med digitala filmprojektorer.
Den första filmen som släpptes med denna teknologi var Lilla kycklingen  2005. För detta omrenderades den i 3D av Industrial Light and Magic och visades i Real D Cinema-format med hjälp av Dolby Digital Cinema projektionsystemet.